# Бизнес факултет (УНСС)
Бизнес факултетa е самостоятелно звено в състава на Университета за национално и световно стопанство, създаден през 1949 г., след разделянето на „Търговско-стопанския факултет“, открит през 1920 г. при Свободния университет за политически и стопански науки. От него водят началото си сегашните Общоикономически и Бизнес факултети в УНСС.

## Състав и ръководство
Академичният състав на факултета включва 65 преподаватели, от които 33 са хабилитирани (десет професори и двадесет и трима доценти) и 32 нехабилитирани. Четиримата професори са доктори на икономическите науки, а двадесет и девет души от останалите представители на академичния състав са доктори по икономика.
Декан на факултета е проф. д.ик.н. Пламен Мишев

## Структура
- катедра „Индустриален бизнес“
- катедра „Творчески индустрии и интелектуална собственост“
- катедра „Предприемачество“
- катедра „Икономика на природните ресурси“
- катедра „Икономика на недвижимата собственост“
- катедра „Физическо възпитание и спорт“